# Izotopy beryllia
Prvek beryllium má 12 známých izotopů, ale pouze jeden z těchto izotopů, beryllium-9, je stabilní a patří mezi prvotní nuklidy. Beryllium patří do skupiny monoizotopických prvků. Jedná se také o mononuklidický prvek, protože jeho ostatní izotopy mají krátké poločasy rozpadu, žádný z nich není prvotní a jejich výskyt je velice nízký. Relativní atomová hmotnost beryllia-9 je 9,012 Ar.

## Beryllium-5
Beryllium-5 (též beryllium 5, značka 5Be) je umělý radioizotop beryllia, jeho poločas přeměny není znám. Jde o nejlehčí známý izotop beryllia.
| Název izotopu, značka | Beryllium-5, 5Be, 5 4 Be |
| Neutronové číslo      | 1                        |
| Protonové číslo       | 4                        |
| Přirozený výskyt      | umělý                    |
| Poločas přeměny       | ? s                      |
| Druh přeměny          | p                        |
| Produkt přeměny       | 4Li                      |
| Molární hmotnost      | 5,040 79(429) g/mol      |
| Spin jádra            | +1/2                     |
| Vazebná energie       | ? MeV                    |

## Beryllium-6
Beryllium-6 (též beryllium 6, značka 6Be) je umělý radioizotop beryllia, jeho poločas přeměny je asi 5,0×10−21 s.
| Název izotopu, značka | Beryllium-6, 6Be, 6 4 Be |
| Neutronové číslo      | 2                        |
| Protonové číslo       | 4                        |
| Přirozený výskyt      | umělý                    |
| Poločas přeměny       | 5,0(3)×10−21 s           |
| Druh přeměny          | 2p                       |
| Produkt přeměny       | 4He                      |
| Molární hmotnost      | 6,019 726(6) g/mol       |
| Spin jádra            | 0                        |
| Vazebná energie       | ? MeV                    |

## Beryllium-7
Beryllium-7 (též beryllium 7, značka 7Be) je umělý radioizotop beryllia, jeho poločas přeměny je asi 53,22 d. Tento nuklid vznikl při nukleosyntéze velkého třesku, ovšem rychle se přeměnil na 7Li.
7Be taktéž vzniká na Zemi působením kosmického záření společně s berylliem-10 a uhlíkem-14.
| Název izotopu, značka | Beryllium-7, 7Be, 7 4 Be |
| Neutronové číslo      | 3                        |
| Protonové číslo       | 4                        |
| Přirozený výskyt      | umělý                    |
| Poločas přeměny       | 53,22(6) d               |
| Druh přeměny          | ε                        |
| Produkt přeměny       | 7Li                      |
| Molární hmotnost      | 7,016 929 83(11) g/mol   |
| Spin jádra            | -3/2                     |
| Vazebná energie       | ? MeV                    |

## Beryllium-8
Beryllium-8 (též beryllium 8, značka 8Be) je umělý radioizotop beryllia, jeho poločas přeměny je asi 6,7×10−17 s. Tento nuklid vzniká uvnitř hvězd v 3α reakci, kde se nejprve sloučí dvě jádra 4He na 8Be, které se díky krátkému poločasu přeměny většinou rozpadně znovu na helium-4, ale část stihne zreagovat s dalším 4He za vzniku 12C.
| Název izotopu, značka | Beryllium-8, 8Be, 8 4 Be |
| Neutronové číslo      | 4                        |
| Protonové číslo       | 4                        |
| Přirozený výskyt      | umělý                    |
| Poločas přeměny       | 6,7(17)×10−17 s          |
| Druh přeměny          | α                        |
| Produkt přeměny       | 4He                      |
| Molární hmotnost      | 8,005 305 10(4) g/mol    |
| Spin jádra            | 0                        |
| Vazebná energie       | ? MeV                    |

## Beryllium-9
Beryllium-9 (též beryllium 9, značka 9Be) je jediný stabilní izotop beryllia. Tvoří prakticky všechno beryllium v přírodě.
| Název izotopu, značka | Beryllium-9, 9Be, 9 4 Be |
| Neutronové číslo      | 5                        |
| Protonové číslo       | 4                        |
| Přirozený výskyt      | 100,00 %                 |
| Poločas přeměny       | stabilní                 |
| Molární hmotnost      | 9,012 182 2(4) g/mol     |
| Spin jádra            | −3/2                     |
| Vazebná energie       | ? MeV                    |

### Vznik
Největší množství 9Be ve vesmíru bylo vytvořeno v kosmickém záření v období mezi Velkým třeskem a vznikem Sluneční soustavy.

## Beryllium-10
Beryllium-10 (též beryllium 10, značka 10Be) je radioizotop beryllia s poločasem přeměny 1,39×106 r. Jde o nejstabilnější radioizotop tohoto prvku.
| Název izotopu, značka | Beryllium-10, 10Be, 10 4 Be |
| Neutronové číslo      | 6                           |
| Protonové číslo       | 4                           |
| Přirozený výskyt      | stopy                       |
| Poločas přeměny       | 1,39×106 r                  |
| Druh přeměny          | β−                          |
| Produkt přeměny       | 10B                         |
| Molární hmotnost      | 10,013 533 8(4) g/mol       |
| Spin jádra            | 0                           |
| Vazebná energie       | ? MeV                       |

### Vznik
10Be vzniká na Zemi působením kosmického záření, podobně jako 7Be a 14C

## Beryllium-11
Beryllium-11 (též beryllium 11, značka 11Be) je radioizotop beryllia s poločasem přeměny asi 13,81 s.
| Název izotopu, značka | Beryllium-11, 11Be, 11 4 Be |
| Neutronové číslo      | 7                           |
| Protonové číslo       | 4                           |
| Přirozený výskyt      | umělý                       |
| Poločas přeměny       | 13,81(8) s                  |
| Druh přeměny          | β− (97,1 %)/β−, α (2,9 %)   |
| Produkt přeměny       | 11B/7Li                     |
| Molární hmotnost      | 11,021 658(7) g/mol         |
| Spin jádra            | +1/2                        |
| Vazebná energie       | ? MeV                       |

## Beryllium-12
Beryllium-12 (též Beryllium 12, značka 12Be) je radioizotop beryllia s poločasem přeměny asi 21,49 ms.
| Název izotopu, značka | Beryllium-12, 12Be, 12 4 Be |
| Neutronové číslo      | 8                           |
| Protonové číslo       | 4                           |
| Přirozený výskyt      | umělý                       |
| Poločas přeměny       | 21,49(3) ms                 |
| Druh přeměny          | β− (99,48 %)/β−, n (0,52 %) |
| Produkt přeměny       | 12B/11B                     |
| Molární hmotnost      | 12,026 921(16) g/mol        |
| Spin jádra            | 0                           |
| Vazebná energie       | ? MeV                       |

## Beryllium-13
Beryllium-13 (též Beryllium 13, značka 13Be) je radioizotop beryllia s poločasem přeměny asi 2,7×10−21 s.
| Název izotopu, značka | Beryllium-13, 13Be, 13 4 Be |
| Neutronové číslo      | 9                           |
| Protonové číslo       | 4                           |
| Přirozený výskyt      | umělý                       |
| Poločas přeměny       | 2,7×10−21 s                 |
| Druh přeměny          | n                           |
| Produkt přeměny       | 12Be                        |
| Molární hmotnost      | 13,035 69(8) g/mol          |
| Spin jádra            | +1/2                        |
| Vazebná energie       | ? MeV                       |

## Beryllium-14
Beryllium-14 (též beryllium 14, značka 14Be) je radioizotop beryllia s poločasem přeměny asi 4,84 ms.
| Název izotopu, značka | Beryllium-14, 14Be, 14 4 Be               |
| Neutronové číslo      | 10                                        |
| Protonové číslo       | 4                                         |
| Přirozený výskyt      | umělý                                     |
| Poločas přeměny       | 4,84(10) ms                               |
| Druh přeměny          | β−, n (81,0 %)/β− (14,0 %)/β−, 2n (5,0 %) |
| Produkt přeměny       | 13B/14B/12B                               |
| Molární hmotnost      | 14,042 89(14) g/mol                       |
| Spin jádra            | 0                                         |
| Vazebná energie       | ? MeV                                     |

## Beryllium-15
Beryllium-15 (též beryllium 15, značka 15Be) je radioizotop beryllia s poločasem přeměny menším než 200 ns.
| Název izotopu, značka | Beryllium-15, 15Be, 15 4 Be |
| Neutronové číslo      | 11                          |
| Protonové číslo       | 4                           |
| Přirozený výskyt      | umělý                       |
| Poločas přeměny       | <200 ns                     |
| Druh přeměny          | n                           |
| Produkt přeměny       | 14Be                        |
| Molární hmotnost      | 15,053 46(54) g/mol         |
| Spin jádra            | ?                           |
| Vazebná energie       | ? MeV                       |

## Beryllium-16
Beryllium-16 (též beryllium 16, značka 16Be) je radioizotop beryllia s poločasem přeměny menším než 200 ns.
| Název izotopu, značka | Beryllium-16, 16Be, 16 4 Be |
| Neutronové číslo      | 12                          |
| Protonové číslo       | 4                           |
| Přirozený výskyt      | umělý                       |
| Poločas přeměny       | <200 ns                     |
| Druh přeměny          | 2n                          |
| Produkt přeměny       | 14Be                        |
| Molární hmotnost      | 16,061 92(54) g/mol         |
| Spin jádra            | 0                           |
| Vazebná energie       | ? MeV                       |

## Beryllium-17
Beryllium-17 (též beryllium 17, značka 17Be) je radioizotop beryllia s neznámým poločasem přeměny. Je to nejtěžší známý izotop tohoto prvku.
| Název izotopu, značka | Beryllium-17, 17Be, 17 4 Be |
| Neutronové číslo      | 13                          |
| Protonové číslo       | 4                           |
| Přirozený výskyt      | umělý                       |
| Poločas přeměny       | ?                           |
| Druh přeměny          | ?                           |
| Produkt přeměny       | ?                           |
| Molární hmotnost      | ? g/mol                     |
| Spin jádra            | ?                           |
| Vazebná energie       | ? MeV                       |